# Sharon Ventura
Sharon Ventura, conosciuta anche come Ms. Marvel II e successivamente come Donna Cosa (She-Thing), è un personaggio dei fumetti, creato da Michael Carlin (testi) e Ron Wilson (disegni), pubblicato dalla Marvel Comics. La sua prima apparizione come Sharon Ventura avviene in The Thing (prima serie) n. 27 (settembre 1985), mentre come Ms. Marvel è in The Thing (prima serie) n. 35 (maggio 1986), realizzato da Michael Carlin (testi) e Paul Neary (disegni). Invece come Donna Cosa è apparsa in The Fantastic Four (prima serie) n. 310 (gennaio 1988), realizzato da Steve Englehart e Keith Pollard (disegni)

## Biografia del personaggio
Sharon Ventura crebbe in un ambiente estremamente rigoroso, dominato dalla figura del padre, un militare abituato a pretendere solo il meglio dai suoi sottoposti e dalla figlia. I due ruppero i rapporti quando Sharon fu espulsa dalla scuola militare per non aver denunciato un compagno di corsi che aveva imbrogliato. La morte del padre, prima che Sharon avesse avuto modo di riappacificarsi con lui, scatenò nella ragazza un forte desiderio di riscatto e di affermazione attraverso prove sempre più difficili da superare e lavori carichi di fatica e rischi. Dopo un'esperienza in un circo, si unì per un certo periodo a un gruppo di stunt motociclisti, i Thunderiders, presso i quali fu poi sostituita da Ben Grimm (la Cosa), che vedeva in lei la sosia di una donna di cui si era innamorato su un altro pianeta.
Sharon ritrovò Grimm in seguito, dopo che la Cosa era entrato nella Unlimited Class Wrestling Federation. Sharon, che da tempo seguiva di nascosto i suoi incontri, intervenne proprio quando Ben stava per uccidere una creatura (Arcano) che egli riteneva essere la causa dei suoi problemi e lo convinse a partire insieme. Si venne così a creare tra i due un legame molto forte, che per Sharon però rimase sempre sul piano dell'amicizia, nonostante Ben desiderasse qualcosa di più.
Mentre era impegnata a difendere Ben, accusato di aver ucciso una esponente della Unlimited Class Wrestling Federation, Sharon si mise in luce per il suo temperamento e le sue qualità e le fu consigliato di rivolgersi al Power Broker per acquisire una forza sufficiente ad entrare nella Federazione. In realtà il Power Broker prima accresceva la forza delle lottatrici con un ciclo di radiazioni e poi le rendeva sue succube iniettando loro una droga. Sharon, dopo essersi sottoposta alle radiazioni, cambiò però idea e cercò di fuggire. Proprio quando gli uomini di Power Broker stavano per avere la meglio su di lei, il piano diabolico fu sventato dalla Cosa e dal tenente Lynch. Lo scontro fra Sharon (aiutata dalla Cosa), Power Broker e la Unlimited Class Wrestling Federation comunque proseguì e sulla testa della donna fu anche piazzata una taglia. Sharon, che nel frattempo aveva assunto il nome di Ms. Marvel (in quanto il suo costume ricordava molto quello della Ms. Marvel originale), fu poi tradita dal fidanzato, il tenente Lynch, e consegnata a Power Broker. Durante la prigionia fu sottoposta a terribili torture che non riuscì mai a dimenticare, neppure dopo essere stata salvata da Capitan America.
In seguito Ms. Marvel si unì alla Cosa, Crystal e la Torcia Umana per sconfiggere prima Diablo e gli Elementals, che volevano uccidere i Fantastici Quattro, e poi un criminale di nome Fasaud, che aveva assunto la forma di una immagine televisiva. Mentre Ms. Marvel e La Cosa a bordo di un missile stavano cercando di distruggere un satellite utilizzato da Fasaud per teletrasportarsi, furono attaccati con gli stessi raggi che tempo prima avevano causato la trasformazione dei Fantastici Quattro e precipitarono: come conseguenza, Ms. Marvel acquisì l'aspetto della Cosa appena dopo la prima trasformazione.
Nonostante fosse disperata al punto di desiderare la propria morte, Ms. Marvel rifiutò l'offerta del Dottor Destino di aiutarlo contro i Fantastici Quattro in cambio della possibilità di ritornare se stessa. Anzi, si schierò nuovamente al loro fianco nella lotta al crimine e, dopo essersi decisa ad accettare il proprio aspetto, iniziò una relazione con Ben Grimm.
Sharon si rivolse però al Dottor Destino per tornare umana dopo che la Cosa era riuscito a riacquisire le sue sembianze di uomo. Sfortunatamente proprio quando Sharon riguadagnò l'aspetto di una donna, Ben si ritrasformò nella Cosa. I due si lasciarono poi definitivamente quando la precedente fidanzata di Ben, Alicia Masters, fece ritorno da lui.
In cambio del suo aiuto, il Dottor Destino obbligò Sharon a servirlo e ad infiltrarsi tra i Fantastici Quattro come spia. Gli eroi furono ben contenti di riaccoglierla. Sharon, comunque, una volta in battaglia si rifiutò di obbedire al Dottor Destino e si volse contro di lui. Per vendetta il Dottor Destino la tramutò in un essere mostruoso: sconvolta Sharon cercò di uccidersi gettandosi sulle rotaie della metropolitana ma la scossa elettrica le fece solo perdere i sensi e Mr. Fantastic decise di metterla in animazione sospesa.
Fu in seguito risvegliata da Wizard e recrutata nei Terribili Quattro per combattere contro i Fantastici Quattro. Nel corso della battaglia, Sharon attacca ferocemente Ben, accusandolo di averla abbandonata, infuriandosi ancora di più quando questi prova a farla ragionare, ma alla fine viene fermata da Wyatt Wingfoot, sulla cui terra si svolgeva lo scontro. Wyatt obbliga Sharon a una scelta: ucciderlo e non tornare più indietro, o accettare l'ospitalità della tribù Keewazi e tentare di gestire la propria sofferenza. Sharon, commossa, accetta l'offerta.

### Civil War
Dopo essere stata riportata alla ragione da Wyatt Wingfoot, seguì l'uomo nella riserva Keewazi per meditare su se stessa. La ritroviamo tempo dopo per un periodo ancora in veste “rocciosa”.
Una donna col costume di Ms. Marvel fu poi tra coloro che si rifiutarono di firmare l'A.R.S. (Atto di Registrazione dei Supereroi).

### Secret Invasion
Durante l'Invasione Skrull, Sharon è apparentemente apparsa nel suo stato di "Donna-Cosa"; tuttavia, si è rivelata essere uno Skrull e fu uccisa.
La vera Sharon è stata ritrovata a bordo della nave skrull dopo la battaglia finale. In seguito ha preso parte ad un gruppo di sostegno con gli altri eroi che erano stati sostituiti dagli Skrull.

## Poteri e abilità
Nei panni di Ms. Marvel, Sharon aveva forza e resistenza sovrumane, grazie al trattamento potenziante del Power Broker (come altri wrestler della sua categoria, come John Walker, Lemar Hoskins e Dennis Dumphy).
A causa dell'effetto mutageno delle radiazioni cosmiche, trasformata in una "Donna-Cosa", vide le proprie capacità fisiche notevolmente aumentate ed il proprio aspetto simile a quello di Ben Grimm.
Sharon è molto abile nel corpo a corpo ed è esperta in varie arti marziali, tra cui il Tae Kwon Do e la kick - boxing.
Ha frequentato l'Accademia militare fino a che non è stata espulsa.

## Altri media

### Videogiochi
- Sharon Ventura compare come skin di Ms. Marvel in Marvel: La Grande Alleanza.